# غريغوري جاي هوبز الابن
غريغوري جاي هوبز الابن (بالإنجليزية: Gregory J. Hobbs, Jr.)‏ هو قاضي ومحامي أمريكي، ولد في 15 ديسمبر 1944 في غينزفيل في الولايات المتحدة.

## وصلات خارجية
- غريغوري جاي هوبز الابن على موقع إن إن دي بي (الإنجليزية)